# Triomobil
Triomobil war eine deutsche Automarke.

## Beschreibung
Hersteller war die mechanische Werkstatt Otto Spieß in Berlin-Spandau. Die Werkstatt bestand seit 1894. Die Bauzeit der Fahrzeuge war laut einer Quelle von 1903 bis 1909. Andere Quellen beschränken sich auf das Jahr 1907. 1909 musste das Unternehmen Spieß aufgeben.
Das Triomobil war ein Dreiradfahrzeug mit zwei Sitzplätzen. Über dem einzelnen Vorderrad saß ein luftgekühlter Motor mit offenem Schwungrad, der 4,5 PS (3,3 kW) Leistung entwickelte und das Vorderrad über eine Kette antrieb. Gelenkt wurde dieser „Fahrschemel“ mit einer langen Stange.